# Сборная Сингапура по регби
Сборная Сингапура по регби представляет город-государство Сингапур в международных матчах по регби-15 высшего уровня. Сборная пытается пройти отбор на мировое первенство начиная с кампании 1995 года, однако пока ни одна из попыток не была успешной. Команда занимает 56-е место в мировом рейтинге IRB.

## История
Первая сборная страны была сформирована в 1971 году. Тогда в составе команды играли только два регбиста азиатского происхождения — остальные позиции занимали военнослужащие из Великобритании и Новой Зеландии. Сингапурцы провели матч с приехавшими в Азию англичанами на стадионе «Джалан Бесар». В тот же день была создана молодёжная команда страны (для игроков до 23 лет), которая сыграла товарищеский матч с Малайзией. Молодёжный состав комплектовался игроками из местных военных, полицейских и учащихся.
В 1972 году сборная приняла участие в третьем азиатском регбийном турнире, проводившемся в Гонконге. Команда, теперь включавшая уже значительное количество местных спортсменов, заняла четвёртое место. Впереди Сингапура оказались сборные Японии, Южной Кореи и Таиланда. Тренировал сингпапурцев англичанин Майк Джеффрис.
Первая попытка попадания на чемпионат мира была предприняты в преддверии кубка 1995 года в ЮАР. В рамках первого раунда азиатского квалификационного турнира Сингапур играл в группе B. Коллектив уступил во всех трёх матчах. Валлийский чемпионат 1999 года также прошёл без участия сингапурцев, также проигравших все матчи в первом раунде (Шри-Ланке и Таиланду). Квалификация к первенству 2003 года стала чуть более удачной. Сингапур занял второе место в группе, однако и этого не было достаточно для продвижения во второй раунд. Аналогичный результат — второе место в группе — был показан в квалификации к чемпионату мира во Франции. Сингапурские спортсмены одержали одну победу и один раз проиграли.

## Текущий состав
Состав для участия в отборочном турнире к ЧМ-2015.
| - Райади Пердана - Сун Хен Гаспар Тан - Эрик Вис - Марк Уорбёртон - Джонатан Ли - Леонард Яп - Джулиан Элберт - Питер Макфили | - Мухаммад Азми Сулаиман - Мохаммед Сухаими Амран - Ю Чен Лу - Дэниэл Луи - Николас Грун - Алекс Чю - Мухамад Заки Махмуд | - Хасиф Азман - Бенджамин Го - Ашраф Нассар - Гэбриел Ли - Эндрю Ли - Хишам Халид - Сидни Кумар |

## Результаты
По состоянию на 18 июня 2013 года.
| Соперник         | Матчи | Победы | Поражения | Ничьи | Доля побед |
| ---------------- | ----- | ------ | --------- | ----- | ---------- |
| Арабский залив   | 2     | 1      | 1         | 0     | 50 %       |
| Бруней           | 1     | 1      | 0         | 0     | 100 %      |
| Гонконг          | 10    | 2      | 8         | 0     | 20 %       |
| Индия            | 2     | 2      | 0         | 0     | 100 %      |
| Казахстан        | 2     | 0      | 2         | 0     | 0 %        |
| Китай            | 5     | 1      | 3         | 1     | 20 %       |
| Лаос             | 1     | 1      | 0         | 0     | 100 %      |
| Малайзия         | 10    | 8      | 2         | 0     | 80 %       |
| Таиланд          | 11    | 5      | 6         | 0     | 46 %       |
| Тайвань          | 8     | 3      | 4         | 1     | 38 %       |
| Филиппины        | 1     | 0      | 1         | 0     | 0 %        |
| Шри-Ланка        | 10    | 3      | 6         | 1     | 30 %       |
| Республика Корея | 4     | 0      | 4         | 0     | 0 %        |
| Япония           | 1     | 0      | 1         | 0     | 0 %        |
| Всего            | 68    | 27     | 38        | 3     | 40 %       |